# 農業集落
日本における農業集落は、市区町村の区域の一部において農業上形成されている地域社会のことである。

## 概念
農林業センサスでは、「農業集落は、もともと自然発生的な地域社会であって、家と家とが地縁的、血縁的に結びつき、各種の集団や社会関係を形成してきた社会生活の基礎的な単位である」と定義される。具体的には、農道・農業用水施設の維持・管理、共有林野、農業用の各種建物や農機具等の利用、労働力(ゆい、手伝い)や農産物の共同出荷等の農業経営面ばかりでなく、冠婚葬祭その他生活面にまで密接に結びついた生産及び生活の共同体であり、さらに自治及び行政の単位として機能してきたものである。

## 定義の経過
農林業センサスにおける農業集落の定義は実施年によって変化が見られる。昭和30年臨時農業基本調査では、「農業集落とは、農家が農業上相互に最も密接に共同しあっている農家集団である。」と定義し、市町村区域の一部において農業上形成されている地域社会のことを意味し、約156,000集落が確認された。1970年世界農林業センサスでは、農業集落は農家の集団であるという点で昭和30年臨時農業基本調査の定義を踏襲しているが、集団形成の土台には農業集落に属する土地があり、それを農業集落の領域と呼び、この領域の確認に力点を置いて設定された。1980年世界農林業センサス以降では、農業集落の区域は、農林業センサスにおける最小の集計単位であると同時に、農業集落調査の調査単位であり、統計の連続性を考慮して農業集落の区域の修正は最小限にとどめることとし、原則として前回調査で設定した農業集落の区域を踏襲した。2005年農林業センサス以降では、これまでの農業集落の区域の認定方法と同様に、市区町村の合併・分割、土地区画整理事業などにより従来の農業集落の地域範囲が現状と異なった場合は、現況に即して修正を行うがそれ以外は前回調査を踏襲している。2005年の調査対象数は約111,000集落、2015年では13万8,256集落であった。

## 機能
現在の農業集落の特徴として全体の8割の集落が実行組合を持っていることが挙げられ、農業協同組合の組合員組織としての性格が強い。また、ほぼ全ての集落で寄り合いが行われ、地域としての意思決定機能を保有する。伝統的な祭行事、伝統文化の継承や保存、景観保全運動などを通じて集落が維持される側面も大きい。

## 歴史
本州以南においては、江戸時代までに始まった集落が多いとされ、全体の9割以上を占める。例外的に北海道のみ、明治時代以後に始まった集落が全体の9割以上を占める。現在においては、山間部を中心に高齢化や後継者不足、転入者不足に悩まされており、また、農業集落における非農家の割合の上昇が続いている。